# Porcupine Hills Provincial Park
Der Porcupine Hills Provincial Park ist ein 304,34 Hektar großer Provincial Park in der kanadischen Provinz Saskatchewan. Der Park besteht aus zwei Teilen, dem „East Block“ und dem „West Block“, und liegt im Südosten der Provinz, auf dem Gebiet der Rural Municipality of Hudson Bay No. 394. 
Der Park ist der jüngere von nur zwei der Provincial Parks in Saskatchewan, die bisher im 21. Jahrhundert in der Provinz geschaffen wurden. Innerhalb der Kategorisierung der Provinzparks von Saskatchewan gehört der Park zur Gruppe der Natural environment parks.

## Anlage
Der Park liegt südöstlich der Kleinstadt Hudson Bay, am Rande des Aspen Parkland, in den namensgebenden Porcupine Hills und besteht aus zwei Parkteilen. Der kleinere „East Block“, welcher auch als „Woody River Block“ bezeichnet wird, grenzt dabei mit seiner Ostgrenze unmittelbar an die Grenze zur benachbarten Provinz Manitoba während er nach Westen ungefähr durch den Verlauf des Northern Secondary Saskatchewan Highway 980 begrenzt wird. Der größere „West Block“, auch als „McBride Lake Block“ bezeichnet, zieht sich zu beiden Seiten entlang des Verlaufes des Northern Secondary Saskatchewan Highway 982 und des Northern Secondary Saskatchewan Highway 983 hin, wobei der McBride Lake das Zentrum dieses Blockes bildet. Innerhalb des „West Block“ finden sich vier der fünf ausgewiesenen Erholungsgebiete (Recreation Site) im Park.
Die beiden Blöcke des Parks umfassen verschiedene Teile der Landschaft der Porcupine Hills und schützen dabei das zahlreiche Seen umgebende Wald- und Grasland. Bei dem Park handelt es sich um ein Schutzgebiet der IUCN-Kategorie II.